# Salix pierotii
Salix pierotii là một loài thực vật có hoa trong họ Liễu. Loài này được Miq. miêu tả khoa học đầu tiên năm 1867.